# Магнус Уггла
Пер Аллан Магнус Клаессон Уггла (швед. Per Allan Magnus Claësson Uggla; нар. 18 червня 1954, прихід Енгельбрект, район Естермальм, Стокгольм) — шведський поп — і рок-співак, автор пісень, артист жанру ревю і актор, відомий насамперед сатиричними текстами своїх пісень. Його пісня «Varning på stan» (можна перекласти як «Місто, бережись!») стала хітом у 1977 році. З тих пір він випустив загалом 17 студійних альбомів.

## Родина
Магнус Уггла належить до шведської благородної родини Уггла, що значиться в Лицарському будинку (Riddarhuset — шведське дворянське зібрання) під номером 100. Він є сином Клаеса Уггли — судді, який займався розглядом справ, пов'язаних з патентним законодавством (1916—2000 рр.), і Маделени Тіель (нар. 1920 р.) — музичного педагога за фахом, дочки композитора і продюсера фільмів Олофа Тіеля і внучки банкіра і колекціонера живопису Ернеста Тіеля. Мати доводиться двоюрідною сестрою вдові відомого шведського артиста естради Повела Рамеля — Сюзанні Рамель. Магнус Уггла виріс разом з двома старшими братами — Габріелем (нар. 1944 р.) і Юханом (1951—1998 рр.).
З 1990 року одружений з Луїзою Уггла. Їхні діти — Агнес (нар. 1990 р.) і Рубен (нар. 1996 р.). У Уггли є також дочка Емілі (нар. 1979 р.) від колишнього зв'язку з фотомоделлю Анн Фюрелід (Ann Furelid),.

## Музична кар'єра
Уггла заснував свою першу групу в 1968 році разом зі своїми сусідами в передмісті Стокгольма Нацці. Група називалася JUSO за першими літерами прізвищ учасників. JUSO грали хард-рок, і перебували під впливом, зокрема, Black Sabbath. Група відзначилася кількома невдалими виступами в молодіжних клубах Стокгольма. Одного разу ведучий навіть попросив їх припинити спів, пообіцявши, що все одно заплатить за виступ. JUSO розпалися, коли батьки Уггли розлучилися і він переїхав у центр міста зі своїм батьком. Інші члени групи зібралися через якийсь час знову, але вже під назвою Alexander Lucas і через деякий час стали популярні в Стокгольмі.
Рання музика Уггли несе на собі риси впливу англійської панк — і рок-музики з елементами синті-попу і симфо-року. Він дебютував у 1975 році з музичним альбомом Om Bobbo Viking. Побувавши на концерті The Clash, які виступали в Стокгольмі, він під враженням почутого написав пісні для нового альбому, якому судилося здобути успіх. У 1977 Уггла випустив альбом Va ska man ta livet av sig för när man ändå inte får höra snacket efteråt («За що варто віддати життя, якщо все одно не почуєш, як про це говорять після»), який привів до того, що Кай Кіндвалл у радіопрограмі «Попорама» назвав його «першим шведським панк-рокером» (від цього визначення сам Уггла згодом завжди відхрещувався). У наступному, 1978 році, він випускає новий альбом. Успіх обох альбомів призвів до того, що в 1979 році він разом з кількома іншими музикантами створює групу Magnus Uggla Band, разом з якою бере участь у шведському Melodifestivalen (конкурс популярної музики) з мелодією Johnny the Rucker, проте займає останнє місце з 22 очками.
Між 1977 і 1979 роками, також як і в 1981 році він спробував потрапити на міжнародний ринок, переклавши англійською мовою пісні «Hallå» («Hello»), «Varning på stan» («Hit the Girls on the Run»), «Vittring» («Everything You Do»), «Asfaltbarn» («Concrete Kid»), «Vår tid 1977» («Body Love»), «Jag vill inte tillbaks» («Ain't About to Go Back») і «Skandal bjotis» («Scandal Beauties»). Сингли були випущені у Великій Британії, Іспанії, Німеччині та США, але особливого успіху не мали.
Протягом 1980-х років музика Уггли поступово перетворилася на поп-музику. Починаючи з альбому Välkommen till folkhemmet («Ласкаво просимо в народний дім») (1983) Уггла почав використовувати в своїх текстах сатиру, що згодом стало його візитною карткою. У 1991 році Угглі було присуджено стипендію Karamelodiktstipendiet, засновану чоловіком двоюрідної сестри його матері Повелом Рамелем за новаторський внесок у шведську мову або музичні досягнення. Пізніше Уггла допомагав Рамелю з його ревю-шоу Knäpp igen (що можна перекласти як «Застібнись знову» — попереднє шоу Рамеля називалося «Knäppupp», що перекладається як «Розстебни ґудзики».) У 2000-х роках Уггла повернувся до більш рокового звучання. Він створив офіційну мелодію Чемпіонату світу з футболу 2002 «Vi ska till VM» («Ми їдемо на чемпіонат світу»). У 2001 році Уггла проводив турне з The Ark і Хоканом Хеллстремом, а в середині 2005 — турне разом з Леною Філіпссон і Дарін Заніар. У 2006 році він випустив альбом Ett bedårande barn av sin tid («Чарівне дитя епохи»), де по-своєму переклав куплети Карла Герхарда — свого попередника на ниві сатиричної пісні.
Магнус Уггла брав участь у шведському пісенному конкурсі Melodifestivalen 2007 з піснею «För kung och fosterland» («За короля й батьківщину»), що мала сатиричний відтінок, яка дійшла до півфіналу. У 2008 році Магнус Уггла створив свій власний телевізійний серіал, в якому він і його гітарист і музичний керівник групи Мартін Хедстрем їздили по країні і набирали музикантів у свою групу. Серіал називався Var fan är mitt band?  («Куди подівся мій гурт?»), і показувався по першому каналу шведського телебачення SVT1 вісім п'ятничних вечорів поспіль в період між 4 квітня та 23 травня 2008 року. У 2009 році вийшло продовження Var fan är min revy?  («Куди поділось моє ревю?»), в якому він набирав людей у своє ревю-шоу.
У 2012 році Магнус Уггла взяв участь як тренер у телевізійній програмі «Голос Швеції» разом з Каролою Хеггквіст, співаком Петтером і Олою Саола. У тому ж році він брав участь у музичному реаліті-шоу «Så mycket bättre» («Так набагато краще» — в цьому шоу беруть участь професійні музиканти, які намагаються створити свої версії пісень один одного).

## Кар'єра артиста

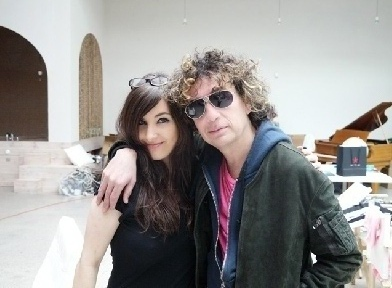
Магнус Угла разом з Северусом Тененбаумом у травні 2008

Магнус Уггла навчався в Театральній школі імені Калле Флігаре (Calle Flygare Teaterskola) в середині 1970-х років, але був досить швидко виключений з неї після того, як одного разу він проспав і прийшов з похмілля на генеральну репетицію. У 1977 році він отримав роль другого плану у фільмі Юнаса Корнелла Bluff Stop, де він зіграв підлітка Вінсента, втомленого від школи. У 1983 році він зіграв роль гомосексуального власника клубу Кристоффера у фільмі Стаффана Хільдебранда G — som i gemenskap ("G — як у слові «gemenskap» — «співдружність»). У 1985 році він зіграв роль власника магазину Шилла у фільмі Хассе Альфредсона Falsk som vatten («Підступна, як вода»).
Після цього була перерва до 2000 року, коли Уггла виступив у ролі психіатра у фільмі Sex, lögner och videovåld («Секс, брехня і насильство на відео»). Уггла також взяв участь у безлічі радіо- та театральних постановок, зокрема в Опері жебрака (1999) (серед інших акторів, що брали участь, був, зокрема, Свен-Бертіл Таубе). Восени і взимку 2008 року Уггла грав у ревю Уггла, Реборг, Ульвесон, яке йшло в Стокгольмському Цирку.

## Нагороди
Уггла отримав приз «Золоте жало» — нагороду, яка вручається газетою «Expressen» — як кращий співак 1999 року, і отримав загалом сім «Рок-ведмедів» — нагород, що вручаються газетою-суперницею «Aftonbladet»: за кращий альбом 1983 р. (Välkommen till folkhemmet — «Ласкаво просимо в народний дім»), 1986 р. (Den döende dandyn — «Денді, що вмирає»), 1989 р. (35-åringen — «35-річний»), och 1993 р. (Alla får påsar — «Пакети для всіх»), і як кращому співакові 1983, 1986 і 1993 років. Уггла отримав у 1991 Karamelodiktstipendiet від Повела Рамеля. У 2005 р. він отримав стипендію товариства Карла Герхарда.

## Дискографія

### Альбом
- 1975 — Om Bobbo Viking
- 1976 — Livets teater
- 1977 — Va ska man ta livet av sig för när man ändå inte får höra snacket efteråt
- 1978 — Vittring
- 1980 — Den ljusnande framtid är vår
- 1983 — Välkommen till folkhemmet
- 1986 — Den döende dandyn
- 1987 — Allting som ni gör kan jag göra bättre
- 1989 — 35-åringen
- 1993 — Alla får påsar
- 1997 — Karaoke
- 2000 — Där jag är e're alltid bäst
- 2004 — Den tatuerade generationen
- 2006 — Ett bedårande barn av sin tid — Magnus Uggla sjunger Karl Gerhard
- 2007 — Pärlor åt svinen
- 2010 — Karl Gerhard passerar i revy
- 2011 — Innan filmen tagit slut

### Збірки
- 1985 — Retrospektivt collage
- 1986 — Collection (напівофіційний збірник для продажу у Фінляндії)
- 1994 — 100 % Uggla
- 2002 — Klassiska mästerverk
- 2008 — Magnus Uggla 1975—2008 (збірник поширювався газетою Expressen)

### Альбоми Live
- 1981 — Godkänd pirat — Live
- 2013 — Magnus den store

### Сингли
- 1976 — Sommartid
- 1977 — Varning på stan
- 1977 — Jag skiter
- 1977 — Yeh, Why Not
- 1977 — Ja just du ska va gla
- 1978 — Vittring
- 1979 — Everything You Do
- 1979 — Magnus Uggla Band sjunger schlagers
- 1980 — Skandal bjotis
- 1980 — Centrumhets
- 1981 — Ain't About to Go Back
- 1981 — Sommartid (ny version)
- 1981 — Body Love
- 1983 — IQ
- 1985 — Retrospektivt collage
- 1986 — Joey Killer
- 1986 — Fula gubbar
- 1987 — Vem man kan lita på?
- 1987 — Ska vi gå hem till dig
- 1989 — Jag mår illa
- 1989 — Baby boom
- 1989 — Dum dum
- 1990 — Stig in och ta en cocktail
- 1993 — Varning på stan
- 1993 — 4 sekunder
- 1993 — Jånni Balle
- 1993 — Första gången
- 1993 — Dansar aldrig nykter
- 1994 — Victoria
- 1994 — Mitt decennium
- 1994 — Trubaduren
- 1997 — Kung för en dag
- 1997 — Jag vill
- 1998 — Pom pom
- 1998 — Hand i hand (разом з Догге Доггеліто)
- 2000 — Nitar & läder
- 2000 — Hotta brudar
- 2000 — Morsan é okej
- 2001 — Stockholms heta nätter
- 2001 — Där vi är e're alltid bäst
- 2002 — Vi ska till VM
- 2004 — Värsta grymma tjejen
- 2004 — Efterfest
- 2005 — Nu har pappa laddat bössan
- 2006 — Jag är ett bedårande barn av min tid
- 2007 — För kung och fosterland
- 2007 — Pärlor åt svin
- 2007 — Vild & skild
- 2008 — 24 timmar
- 2009 — Hatten av
- 2011 — Gör mig till din man
- 2012 — Jag vill ha dig baby (дует з Каролою)

## Позиції в хіт-парадах

### Пісні в хіт-параді Svensktoppen (хіт-парад шведської музикиШведського радіо)
- Joey Killer — 1986
- Fula gubbar — 1986—1987
- Vem man kan lita på? — 1988
- Ska vi gå hem till dig — 1988
- Jag mår illa — 1989
- Baby boom — 1989—1990
- 4 sekunder — 1993
- Dansar aldrig nykter — 1994
- Victoria — 1994
- Trubaduren — 1994
- Kung för en dag — 1997
- Jag vill — 1998
- Pom Pom — 1998
- Hotta brudar — 2001
- I himmelen — 2001
- Värsta grymma tjejen — 2004
- Efterfest — 2004—2005
- Nu har pappa laddat bössan — 2005
- För kung och fosterland — 2007
- Pärlor åt svin — 2007
- Vild & skild — 2008
- Du och jag mot hela світі — 2008
- Gör mig till din man — 2011
- Tänker på dig — 2012 (з Едіт Баклунд)
- Och Jag min far — 2012/2013[11]
- Århundradets fest — 2013[12]

#### Не потрапили в хіт-парад
- Den bästa publik — 1998
- Nitar och läder — 2000
- Morsan e okej — 2001
- Där vi är e're alltid bäst — 2001
- Vi ska till VM — 2002
- Vart tar alla vackra flickor vägen — 2006
- 24 timmar — 2008
- Jag vill ha dig baby — 2012 (разом з Каролою)

## Пісні в Trackslistan (хіт-парад світової музикиШведського радіо)
- Joey Killer — 1986
- Fula gubbar — 1986—1987
- Vem man kan lita på? — 1987—1988
- Ska vi gå hem till dig — 1988
- Jag mår illa — 1989
- Baby boom — 1989—1990
- 4 sekunder — 1993
- Jånni Balle — 1993
- Dansar aldrig nykter — 1994
- Victoria — 1994
- Mitt decennium — 1994
- Kung för en dag — 1997
- Jag vill — 1997—1998
- Pom Pom — 1998
- Gör det — 1998
- Nitar och läder — 2000
- Hotta brudar — 2001
- Värsta grymma tjejen — 2004
- Efterfest — 2004—2005

## Фільмографія
- 1977 — Bluff Stop
- 1983 — G — som i gemenskap
- 1985 — Falsk som vatten
- 2002 — Da Möb (серіал) (голос)

## Власні телевізійні серіали
- 2008 — Var fan är mitt band?
- 2009 — Var fan är min revy!

## Інше
- 2008 — Jag hade en gång en blogg (книга)
- 2012 — Голос Швеції
- 2012 — Så mycket bättre